# Club de Deportes Ñublense
Il Club de Deportes Ñublense è una società calcistica cilena, con sede a Chillán. Milita nella Liga Chilena de Fútbol Primera División, la massima serie del calcio cileno.

## Storia
Fondato nel 1916, non ha mai vinto trofei nazionali; ha partecipato alla Copa Sudamericana 2008, finendo eliminato dai peruviani dello Sport Áncash. Nel 2021, non essendo stata conclusa l'edizione 2020 della Coppa del Cile per via della pandemia di COVID-19, la Ñublense in quanto campione in carica della seconda divisione cilena ha giocato su indicazione della Federazione cilena la Supercoppa del Cile contro l'Universidad de Chile, campione nazionale in carica, perdendola ai calci di rigore.

## Rosa Attuale
| N. |                      | Ruolo | Calciatore             |
| -- | -------------------- | ----- | ---------------------- |
| 1  | Cile (bandiera)      | P     | Pablo Reinoso          |
| 2  | Cile (bandiera)      | D     | Piero Campos           |
| 3  | Cile (bandiera)      | D     | Sebastián Páez         |
| 5  | Cile (bandiera)      | D     | Matías Améstica        |
| 6  | Cile (bandiera)      | D     | José Antonio Rojas     |
| 7  | Cile (bandiera)      | C     | Ignacio Ibáñez Santana |
| 8  | Cile (bandiera)      | C     | Eduardo Vilches        |
| 9  | Guatemala (bandiera) | A     | Minor López            |
| 10 | Cile (bandiera)      | C     | Jesús Silva            |
| 11 | Cile (bandiera)      | A     | Lucas Triviño          |
| 12 | Cile (bandiera)      | P     | Celso Castillo         |
| 13 | Cile (bandiera)      | A     | Gerardo Ocares         |
| 14 | Cile (bandiera)      | A     | Luis Flores Abarca     |
| 15 | Cile (bandiera)      | A     | Christian Bustamante   |

| N. |                      | Ruolo | Calciatore          |
| -- | -------------------- | ----- | ------------------- |
| 16 | Cile (bandiera)      | C     | Felipe Albornoz     |
| 17 | Cile (bandiera)      | C     | José Torres         |
| 18 | Cile (bandiera)      | D     | Paulo Olivares      |
| 20 | Argentina (bandiera) | C     | José Loncón         |
| 21 | Cile (bandiera)      | C     | Brian Fuentes       |
| 22 | Colombia (bandiera)  | C     | Stiven Rivera       |
| 23 | Cile (bandiera)      | P     | Sebastián Contreras |
| 25 | Cile (bandiera)      | D     | Felipe Urra         |
| 26 | Cile (bandiera)      | C     | Manuel Betancourt   |
| 28 | Argentina (bandiera) | D     | Emiliano Pedreira   |
| 29 | Argentina (bandiera) | A     | Gaspar Páez         |
| 30 | Cile (bandiera)      | D     | Elvis Acuña         |
| 31 | Cile (bandiera)      | C     | Álvaro Delgado      |
| 32 | Cile (bandiera)      | A     | Matías Gutiérrez    |

## Palmarès

### Competizioni nazionali
- Primera B: 2

1976, 2020

### Altri piazzamenti
- Copa Chile:

Finalista: 2024
Semifinalista: 1995
- Primera B:

Secondo posto: 1969, 1971, 1973, 1980, 2006, 2012
Terzo posto: 2019
- Supercoppa del Cile:

Finalista: 2021